# Castaneda
Castaneda – miejscowość i gmina w południowo-wschodniej Szwajcarii, w kantonie Gryzonia, w regionie Moesa. Jest pod względem powierzchni najmniejszą gminą w regionie.

## Demografia
W Castanedzie mieszka 278 osób. W 2020 roku 15,5% populacji gminy stanowiły osoby urodzone poza Szwajcarią. 